# Juni 2022
Portal Geschichte | Portal Biografien | Aktuelle Ereignisse | Jahreskalender | Tagesartikel

◄ |
20. Jahrhundert |
21. Jahrhundert

◄ |
1990er |
2000er |
2010er |
2020er
| 2030er | 2040er

◄ |
2018 |
2019 |
2020 |
2021 |
2022
| 2023 | 2024 | 2025 | 2026 | ►

◄ |
März 2022 |
April 2022 |
Mai 2022 |
Juni 2022 |
Juli 2022 |
August 2022 |
September 2022 |
►
Dieser Artikel behandelt tagesbezogene Nachrichten und Ereignisse im Juni 2022.

## Tagesgeschehen

### Mittwoch, 1. Juni 2022
- Brüssel/Belgien: Charles Michel tritt seine zweite Amtszeit als Präsident des Europäischen Rates an.
- Deutschland: Das 9-Euro-Ticket tritt in Kraft.
- Düsseldorf/Deutschland: Konstituierende Sitzung des Landtags von Nordrhein-Westfalen nach der Wahl am 15. Mai. André Kuper wird erneut zum Landtagspräsidenten gewählt.[1]
- Fairfax/Vereinigte Staaten: Im Gerichtsstreit zwischen Johnny Depp und Amber Heard wird das Urteil gesprochen.
- London/Vereinigtes Königreich: Im Wembley-Stadion gewinnt der Sieger der südamerikanischen Copa América 2021 Argentinien das Finalissima gegen den Fußball-Europameister 2021 Italien mit 3:0.[2]
- Netanja/Israel: Mit einem Sieg über die Niederlande gewinnt Frankreich die U-17-Fußball-Europameisterschaft.
- Tulsa/Vereinigte Staaten: Ein Attentäter dringt in ein Krankenhaus ein und erschießt vier Menschen (siehe Diskussionsseite).
- Kopenhagen/Dänemark: In einer Volksabstimmung spricht sich die große Mehrheit der Dänen für die Abschaffung des EU-Verteidigungsvorbehalts im Vertrag von Maastricht und die künftige Beteiligung an der Gemeinsamen Sicherheits- und Verteidigungspolitik aus.[3]

### Donnerstag, 2. Juni 2022

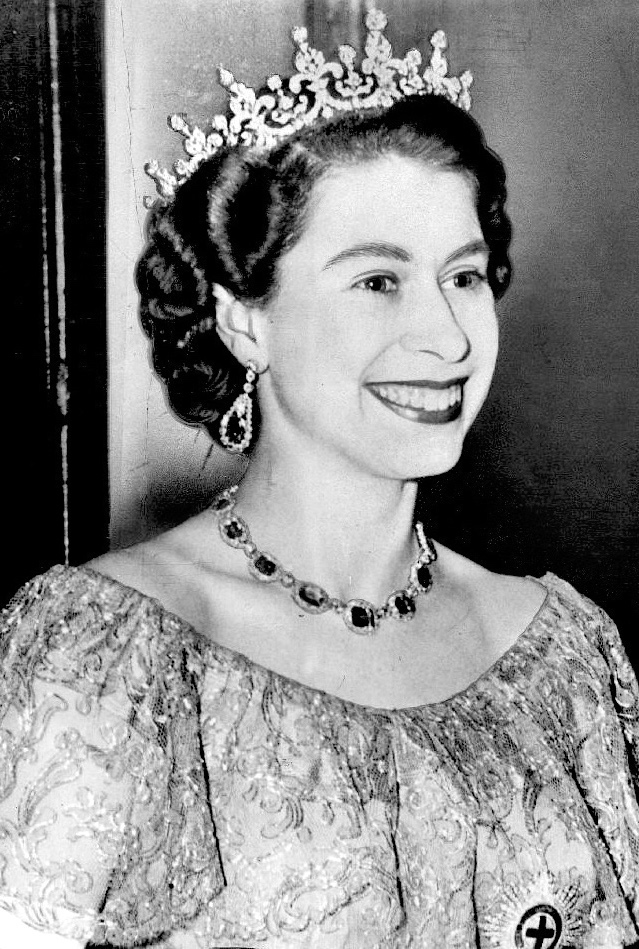
Elisabeth II. 1953

- London/Vereinigtes Königreich: Mit der Abhaltung der Militärparade Trooping the Colour beginnen die viertägigen Feierlichkeiten anlässlich des 70. Jubiläums der Thronbesteigung von Elisabeth II.
- Magdeburg/Deutschland: Mit einem Sieg über die HBW Balingen-Weilstetten gewinnt der SC Magdeburg vorzeitig die Handball-Bundesliga, es ist die zweite deutsche Meisterschaft nach 2001.

### Freitag, 3. Juni 2022
- Berlin/Deutschland: Der Bundestag beschließt ein Sondervermögen Bundeswehr mit einem Volumen von 100 Milliarden Euro sowie die zuvor nötige Änderung des Grundgesetzes.
- Burgrain/Deutschland: Beim Eisenbahnunfall von Burgrain  entgleisen alle fünf Doppelstockwagen einer Regionalbahn auf der Bahnstrecke München–Garmisch-Partenkirchen. Dabei kommen mehrere Menschen ums Leben.
- Tallinn/Estland: Die Regierung des Landes unter Ministerpräsidentin Kaja Kallas zerbricht.

### Samstag, 4. Juni 2022

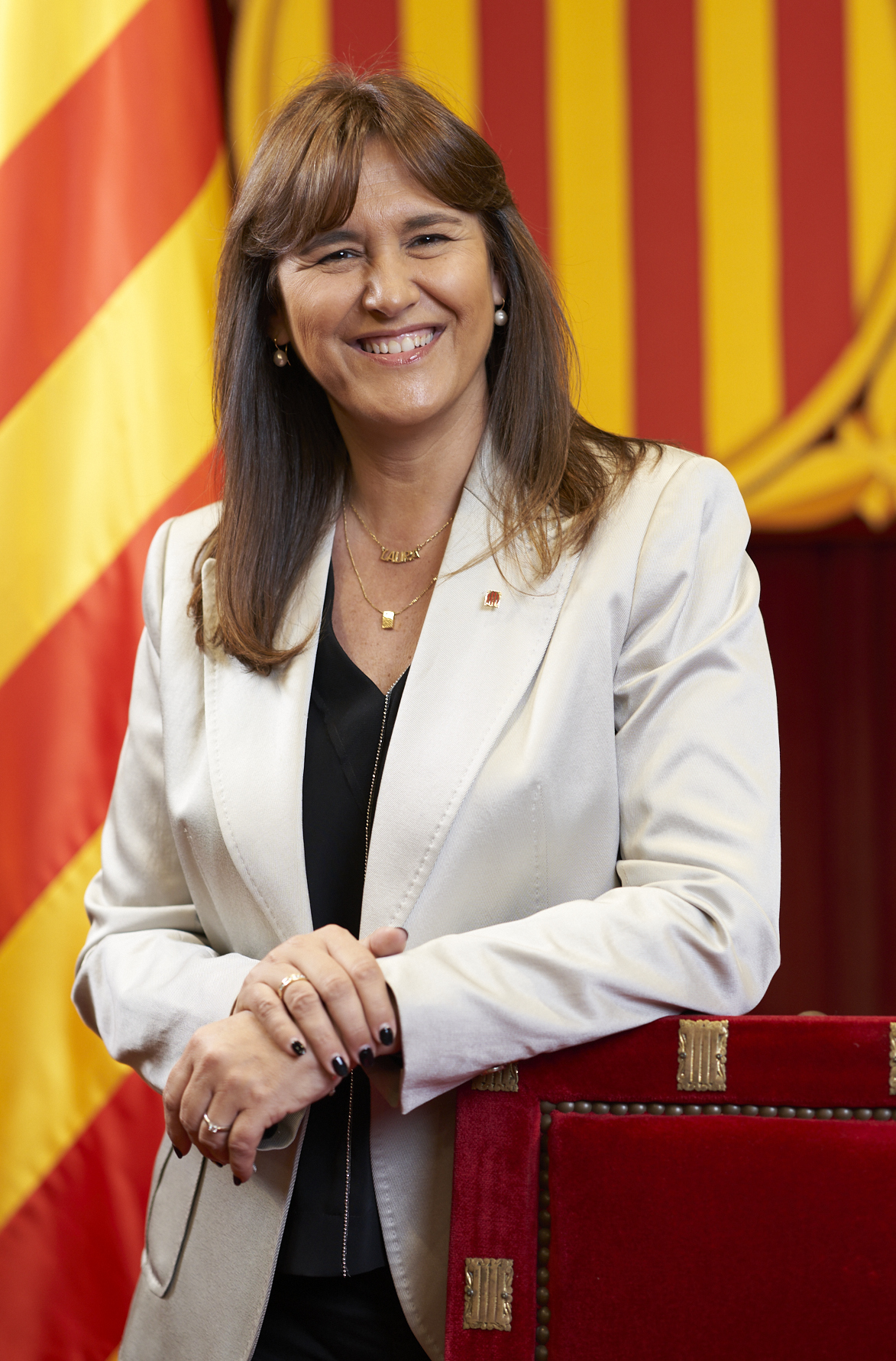
Laura Borràs

- Argelès-sur-Mer/Frankreich: Carles Puigdemont gibt den Vorsitz der Junts per Catalunya ab, Nachfolgerin wird die Präsidentin des Parlaments von Katalonien, Laura Borràs.
- Amstetten/Österreich: Der SKN St. Pölten gewinnt mit einem Sieg über den SK Sturm Graz den Österreichischen Frauen-Fußballcup.
- Krems/Österreich: In der Finalserie um die Österreichische Handballmeisterschaft der Männer setzt sich der UHK Krems gegen den Alpla HC Hard durch.
- Tirana/Albanien: Das Parlament wählt Bajram Begaj zum neuen Staatspräsidenten (siehe Diskussionsseite).
- Sitakunda/Bangladesch: In einem Containerlager bricht ein Feuer aus, dabei und bei einer nachfolgenden Explosion kommen mehrere Dutzend Menschen ums Leben.

### Sonntag, 5. Juni 2022
- Paris/Frankreich: Letzter Tag der French Open, den Titel im Einzel holten Iga Świątek bei den Damen und Rafael Nadal bei den Herren.
- Kasachstan: Bei einem Verfassungsreferendum stimmen 77,18 % der Abstimmenden für die vorgeschlagenen Verfassungsänderungen.
- Heiliger Stuhl/Vatikanstadt: Die Apostolische Konstitution Praedicate Evangelium tritt in Kraft, sie ersetzt das Vorgängerdokument Pastor Bonus als Grundlage der Arbeit der Römischen Kurie.
- London/Vereinigtes Königreich: Mit einem Festumzug und diversen Straßenpartys enden die viertägigen Feierlichkeiten anlässlich des 70. Jubiläums der Thronbesteigung von Elisabeth II.[4]
- Tirana/Albanien: Die Europameisterschaften im Gewichtheben gehen zu Ende.
- Cardiff/Vereinigtes Königreich: Mit einem Sieg über die Mannschaft der Ukraine löst das Team von Wales das letzte zu vergebende europäische Ticket zur kommenden Fußball-Weltmeisterschaft und qualifizierte sich damit zum zweiten Mal nach 1958 für eine Endrunde.[5]
- Santa Monica/Vereinigte Staaten: Verleihung der MTV Movie & TV Awards (siehe Diskussionsseite)
- Owo/Nigeria: Beim Angriff auf eine Kirche kommen über 50 Menschen ums Leben.

### Montag, 6. Juni 2022
- London/Vereinigtes Königreich: Premierminister Boris Johnson übersteht ein innerparteiliches Misstrauensvotum.

### Dienstag, 7. Juni 2022
- Kiel/Deutschland: Die Mitglieder des am 8. Mai neugewählten Landtags von Schleswig-Holstein treffen sich zur konstituierenden Sitzung und wählen Kristina Herbst zur Landtagspräsidentin.

### Mittwoch, 8. Juni 2022

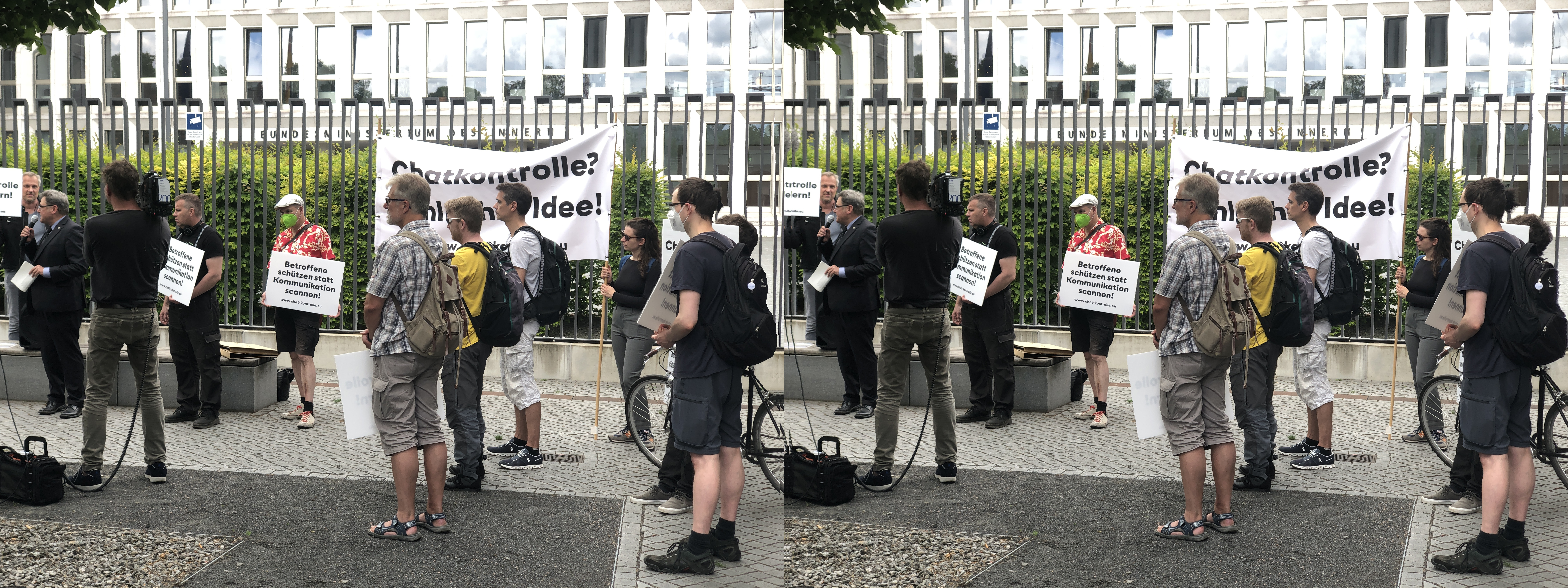
Chatcontrol Protest

- Bellinzona/Schweiz: Vor dem Bundesstrafgericht beginnt der Prozess gegen die früheren Fußballfunktionäre Sepp Blatter und Michel Platini wegen ungeklärter Geldflüsse.
- Berlin/Deutschland: Protest gegen die Chatkontrolle (Chatcontrol) vor dem Bundesinnenministerium in Berlin anlässlich der gleichtägigen Beratungen der EU (während der re:publica).
- Berlin/Deutschland: Bei einer Amokfahrt in Berlin in der Nähe des Breitscheidplatzes wird eine Person getötet und mindestens 15 weitere teilweise schwer verletzt.
- Straßburg/Europäische Union: Das Europaparlament beschließt mehrheitlich, dass ab 2035 keine Autos mit Verbrennungsmotor neu zugelassen werden.[6]
- Süd-Chorasan/Iran: Auf der Nord-Süd-Eisenbahn entgleist 50 Kilometer hinter Tabas der Nachtzug von Maschhad nach Yazd, dabei kommen mindestens 21 Menschen ums Leben.

### Donnerstag, 9. Juni 2022
- Apennin/Italien: Beim Absturz eines Hubschraubers des Typs Agusta A119 im Grenzgebiet zwischen der Toskana und der Emilia-Romagna kommen alle sechs Passagiere und der Pilot ums Leben.

### Freitag, 10. Juni 2022

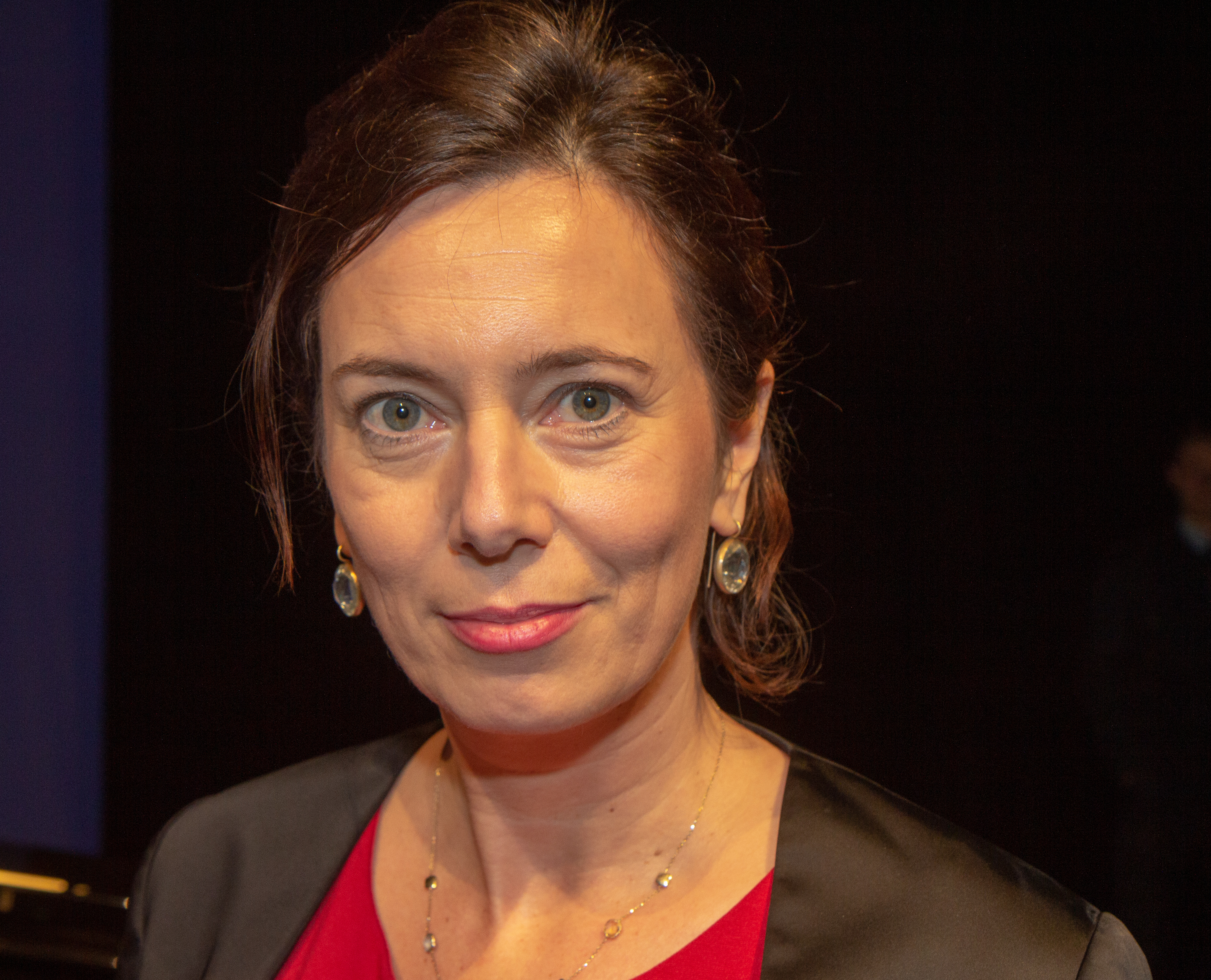
Eva Menasse

- Berlin/Deutschland: Bei der Gründungsversammlung des Schriftstellerverbandes PEN Berlin werden Eva Menasse und Deniz Yücel zu deren Sprechern gewählt.

### Samstag, 11. Juni 2022

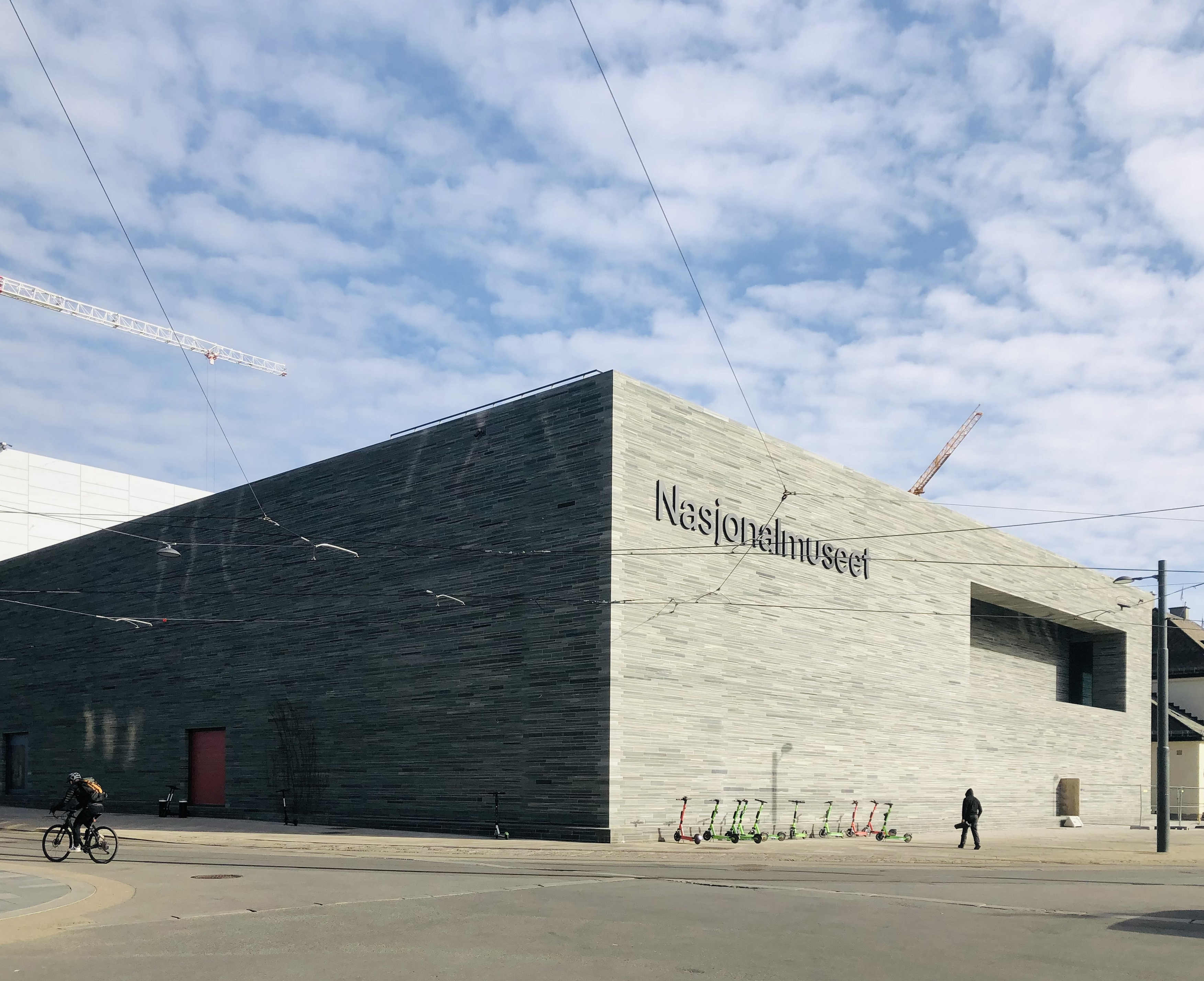
Neues Nationalmuseum in Oslo

- Oslo/Norwegen: Der Neubau des Nationalmuseums wird eröffnet.
- Frankfurt am Main/Deutschland: Im Finalspiel der Tischtennis-Bundesliga der Männer setzt sich Borussia Düsseldorf gegen den 1. FC Saarbrücken-Tischtennis durch.

### Sonntag, 12. Juni 2022
- Deutschland: Letzter Spieltag der Handball-Bundesliga
- Sachsen/Deutschland: Landratswahlen
- Frankreich: Parlamentswahl (1. Runde)
- Le Mans/Frankreich: Toyota gewinnt mit Sébastien Buemi, Brendon Hartley und Ryō Hirakawa das 24-Stunden-Rennen
- New York City/Vereinigte Staaten: In der Radio City Music Hall werden die 75. Tony Awards verliehen.
- Genf: Beginn der 12. Ministerkonferenz der Welthandelsorganisation.

### Montag, 13. Juni 2022
- Westfälische Wilhelms-Universität Münster: Präsentation der Studie zum Sexuellen Missbrauch von Minderjährigen im Bistum Münster

### Dienstag, 14. Juni 2022

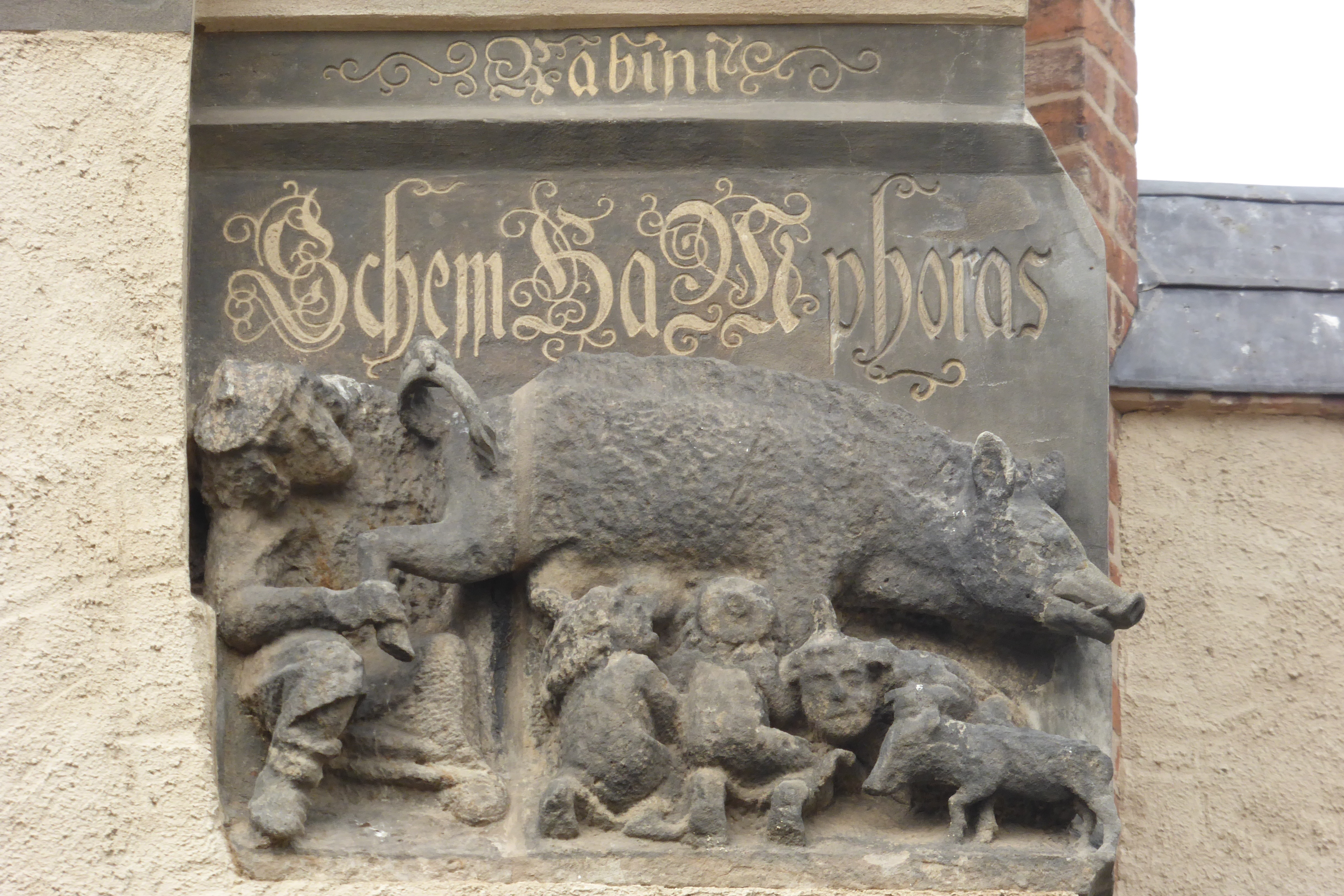
Die „Judensau“ an der Wittenberger Stadtkirche

- Karlsruhe/Deutschland: Der Bundesgerichtshof fällt sein Urteil im Streit um das als „Judensau“ bekannte Relief an der Wittenberger Stadtkirche.
- Ottawa/Kanada: Mit einem Grenzvertrag wird die bisher umstrittene Hans-Insel zwischen Kanada und dem zum Königreich Dänemark gehörigen Grönland geteilt. Beide Länder erhalten somit eine rund 1,2 km lange Landgrenze.

### Mittwoch, 15. Juni 2022
- Schweiz: Wegen einer technischen Störung bei der Flugsicherungsgesellschaft Skyguide wird der Schweizer Luftraum für einige Stunden gesperrt.
- Karlsruhe/Deutschland: Das Bundesverfassungsgericht entscheidet, dass Bundeskanzlerin Angela Merkel mit einer im Februar 2020 gemachten Äußerung anlässlich der Wahl von Thomas Kemmerich zum Thüringer Ministerpräsidenten das Recht der AfD auf Chancengleichheit verletzt hat.
- Sankt Petersburg/Russland: 25. Sankt Petersburger Wirtschaftsforum (bis 18. Juni)

### Donnerstag, 16. Juni 2022
- Berlin/Deutschland: Die russische Menschenrechtsorganisation Memorial International wird mit dem Karl-Wilhelm-Fricke-Preis ausgezeichnet.

### Freitag, 17. Juni 2022
- Shanghai/Volksrepublik China: Der Flugzeugträger Fujian läuft vom Stapel.
- Genf: Ende der 12. Ministerkonferenz der Welthandelsorganisation mit Beschluss eines Abkommen zu Fischereisubventionen und einer Aussetzung von Covid19-Impfstoffpatenten.

### Samstag, 18. Juni 2022
- Kassel/Deutschland: Beginn der 15. documenta (bis 25. September)
- Kiel/Deutschland: Beginn der Kieler Woche (bis 26. Juni)
- Köln/Deutschland: Beginn des Final Four der Handball Champions League (bis 19. Juni)
- Budapest/Ungarn: Beginn der 19. Schwimmweltmeisterschaften (bis 3. Juli)
- Riesa/Deutschland: Die AfD wählt auf ihrem Bundesparteitag neben dem im Amt bestätigten Tino Chrupalla Alice Weidel zur neuen Co-Vorsitzenden.

### Sonntag, 19. Juni 2022
- Frankreich: Bei der Wahl zur Nationalversammlung verliert das Bündnis von Präsident Emmanuel Macron seine absolute Mehrheit.
- Andalusien: Die Partido Popular gewinnt die Wahl zum regionalen Parlament.
- Kolumbien: Bei der Stichwahl zur Präsidentschaftswahl setzt sich  Gustavo Petro gegen Rodolfo Hernández durch.
- Frankfurt am Main/Deutschland: Damon Heta und Simon Whitlock gewinnen für Australien den  World Cup of Darts.
- Rom/Italien: Die Beachvolleyball-WM geht zu Ende.
- Vaduz/Liechtenstein: Der Brite Geraint Thomas gewinnt die  Tour de Suisse

### Montag, 20. Juni 2022
- Brüssel/Belgien: Ein Zahn mit einer Goldkrone, einziger sterblicher Überrest von Patrice Lumumba, wird dessen Verwandten übergeben, anschließend soll er in Lumumbas Heimatland, die Demokratische Republik Kongo, verbracht werden.
- Straßburg/Frankreich: Parlamentarische Versammlung des Europarates (bis 24. Juni 2022)[7][8]
- Astronomie: seltene Planetenparade am Morgenhimmel – alle 5 hellen Planeten in einer Reihe. Bis zum 26. Juni wandert zusätzlich der Mond an ihnen vorbei.

### Dienstag, 21. Juni 2022
- Berlin/Deutschland: Michael Linhart wird vom deutschen Bundespräsidenten Frank-Walter Steinmeier als österreichischer Botschafter in Deutschland akkreditiert.
- Kaiserslautern/Deutschland: Vor dem Landgericht beginnt der Strafprozess um die Tötung zweier Polizisten im Landkreis Kusel im Januar 2022.

### Mittwoch, 22. Juni 2022
- Klagenfurt am Wörthersee/Österreich: Ingeborg-Bachmann-Preis 2022 (bis 26. Juni)
- Antalya/Türkei: Letzter Tag der Fechteuropameisterschaften
- Provinz Paktika/Afghanistan: Bei einem Erdbeben kommen mindestens 1512 Menschen ums Leben.

### Donnerstag, 23. Juni 2022
- Brüssel/Belgien: Der Europäische Rat erklärt die Ukraine sowie die Republik Moldau zu Beitrittskandidaten der Europäischen Union.[9]
- Österreich: Die 2021 wegen der Corona-Pandemie beschlossene Impfpflicht wird abgeschafft.
- Grenada: Parlamentswahl (siehe Diskussionsseite)
- Washington, D.C./Vereinigte Staaten: Der oberste Gerichtshof der Vereinigten Staaten stuft das Tragen von Waffen als Grundrecht ein.[10]

### Freitag, 24. Juni 2022

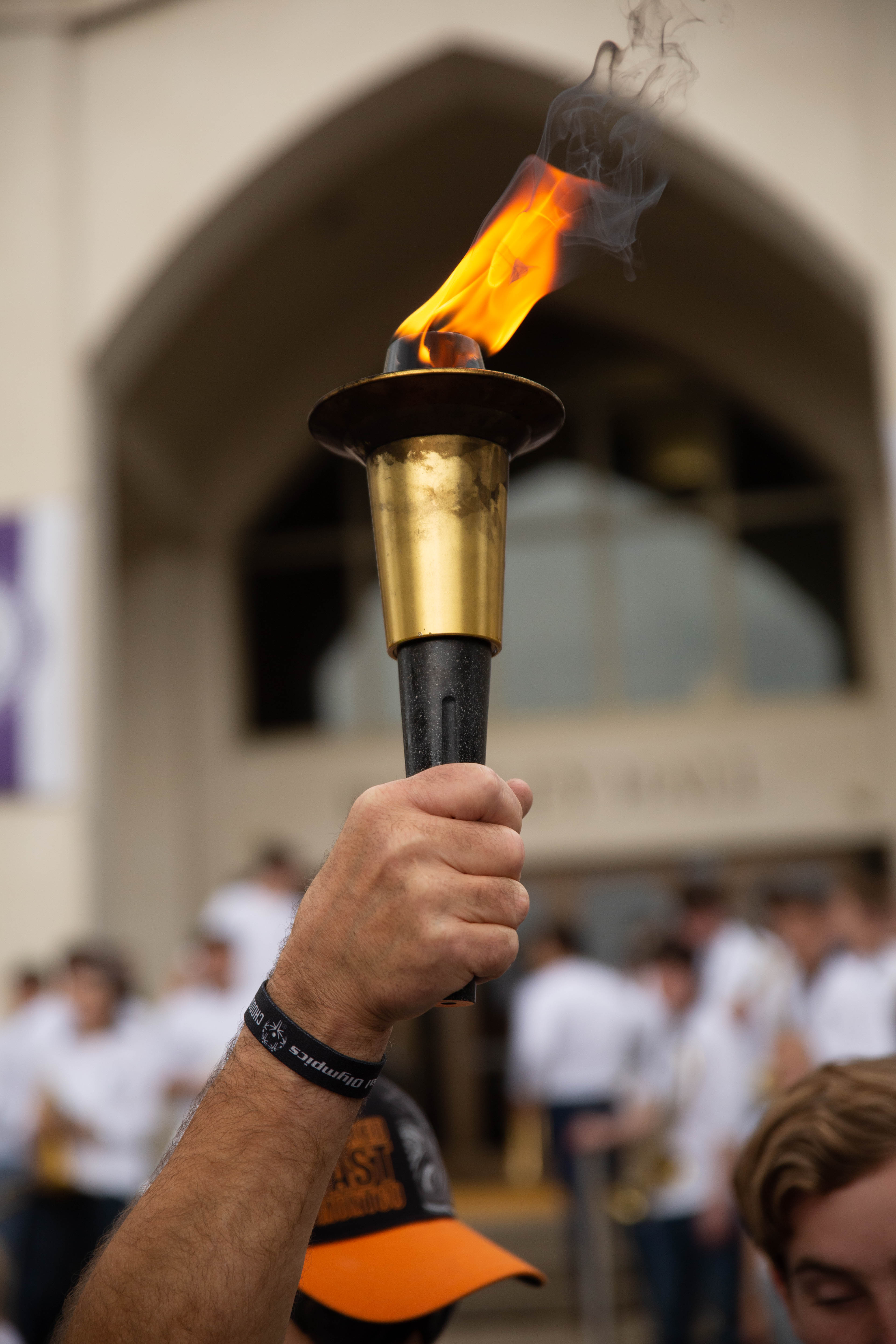
Fackel der Special Olympics

- Berlin/Deutschland: Bei der 72. Verleihung des Deutschen Filmpreises wird Lieber Thomas von Andreas Kleinert in neun Kategorien ausgezeichnet.
- Berlin/Deutschland: Die Special Olympics Deutschland Sommerspiele gehen zu Ende.
- Berlin/Deutschland: Der Bundestag beschließt die Abschaffung des § 219 a StGB (Werbeverbot für Schwangerschaftsabbrüche)

### Samstag, 25. Juni 2022
- Kigali/Ruanda: Gabun und Togo werden 55. bzw. 56. Mitglied des Commonwealth of Nations.[11]
- Erfurt/Deutschland: Die Linke wählt auf ihrem Bundesparteitag neben der im Amt bestätigten Janine Wissler den EU-Parlamentarierer Martin Schirdewan zum neuen Co-Vorsitzenden.
- Dhaka/Bangladesch: Die 6,15 Kilometer lange Padma-Brücke wird eröffnet.
- Oslo/Norwegen: Bei einem Anschlag auf einen LGBTI-Club kommen mindestens zwei Menschen ums Leben.
- Roth an der Our/Deutschland: Die als Königseiche bezeichnete Traubeneiche wird vom Kuratorium Nationalerbe-Baum der Deutschen Dendrologischen Gesellschaft zum Nationalerbe-Baum ausgezeichnet.[12]

### Sonntag, 26. Juni 2022

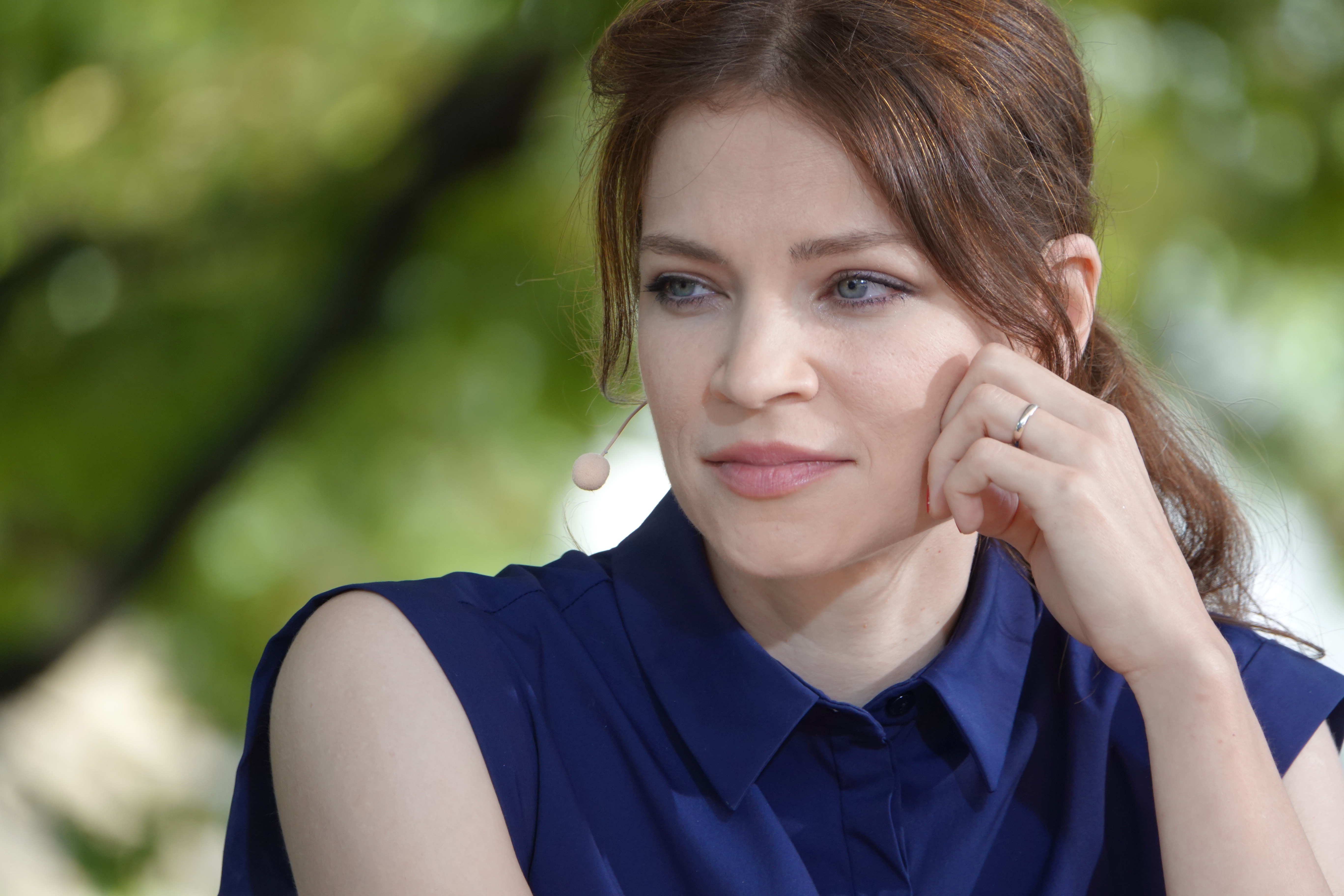
Ana Marwan

- Klagenfurt am Wörthersee/Österreich: Der Ingeborg-Bachmann-Preis 2022 geht an die in Österreich lebende slowenische Schriftstellerin Ana Marwan.
- Krün/Deutschland: Beginn des 48. G7-Gipfel auf Schloss Elmau (bis 28. Juni)
- Berlin/Deutschland: Die Finals 2022 gehen zu Ende.
- Astronomie: seltene Planetenparade am Morgenhimmel – alle 5 hellen Planeten in einer Reihe. Vom 20. bis zum 26. Juni wandert zusätzlich der Mond an ihnen vorbei.
- Iraklio/Griechenland: Endspiele der Beachhandball-WM bei den Frauen und den Männern.

### Montag, 27. Juni 2022
- London/Vereinigtes Königreich: Beginn der Wimbledon Championships (bis 10. Juli)

### Dienstag, 28. Juni 2022
- Düsseldorf/Deutschland: Wiederwahl von Hendrik Wüst zum Ministerpräsidenten von Nordrhein-Westfalen.
- Neuruppin/Deutschland: Ein ehemaliger Wachmann des KZ Sachsenhausen wurde wegen Beihilfe zum Mord in 3.500 Fällen zu 5 Jahren Haft verurteilt.[13]
- Kärnten/Salzburg/Österreich:Schwere Unwetter in den Bezirken Villach-Land und Tamsweg.[14][15]
- Cherson/Ukraine: Der Bürgermeister von Cherson, Ihor Kolychajew, wird von den russischen Besatzungstruppen gefangen genommen.[16]

### Mittwoch, 29. Juni 2022
- Kiel/Deutschland: Wiederwahl von Daniel Günther zum Ministerpräsidenten von Schleswig-Holstein.
- Madrid/Spanien: Die Regierung der Türkei stimmt auf dem NATO-Gipfel dem künftigen Beitritt von Schweden und Finnland zur NATO zu.

### Donnerstag, 30. Juni 2022
- Grafenegg/Niederösterreich: Bei der Verleihung der Österreichischen Filmpreise wird das Drama Große Freiheit von Sebastian Meise in acht Kategorien ausgezeichnet, gefolgt von Fuchs im Bau von Arman T. Riahi mit vier Auszeichnungen.[17]
- Der US-amerikanische YouTuber Technoblade ist nach einer schweren Krebserkrankung gestorben. Die Familie hat sein Abschiedsvideo am Tag nach seines Todes auf YouTube hochgeladen.[18]